# Перес Урреа, Фелипе
Фели́пе Пе́рес Урре́а, также известный как «Пи́пе» (исп. Felipe «Pipe» Pérez Urrea; 1 января 1967, Антьокия — 17 октября 1996, Медельин) — колумбийский футболист, нападающий, наиболее известен по выступлениям за «Атлетико Насьональ», с которым в 1989 году завоевал Кубок Либертадорес. Был связан с Медельинским наркокартелем, в 1993—1996 годах отсидел в тюрьме за незаконное хранение формы, боеприпасов и оружия. Застрелен в Медельине через четыре месяца после выхода на свободу.

## Биография
Фелипе Перес занимался футболом в различных юношеских и молодёжных командах департамента Антьокия, в 1985 году присоединился к академии «Атлетико Насьоналя».
В составе молодёжной сборной Колумбии в 1985 году участвовал в чемпионате мира в СССР. На этом турнире Колумбия дошла до четвертьфинала, где проиграла Бразилии (будущему чемпиону) 0:6. Перес отметился забитым голом в ворота сборной Венгрии (2:2).
В основном составе «Атлетико Насьоналя» дебютировал в том же 1985 году, и выступал за эту команду до 1992 года. В 1989 году вместе с «зелёными» впервые в истории колумбийского футбола стал обладателем Кубка Либертадорес. В ходе победного турнира забил один гол в ворота аргентинского «Расинга» в 1/8 финала. Этот мяч был очень важным, поскольку после домашней победы 2:0 колумбийская команда могла себе позволить проиграть с менее крупным счётом, и этот гол Переса позволил праздновать победу 3:2 в двухматчевом противостоянии. В ответном финальном матче против «Олимпии» Перес вышел на замену во втором тайме и стал одним из четверых игроков колумбийской команды, которые не реализовали свой пенальти в послематчевой серии, но несмотря на это «Атлетико Насьональ» всё равно выиграл со счётом 5:4.
Победа «Атлетико Насьоналя» случилась на фоне грандиозного скандала, разгоревшегося в колумбийском футболе. 2 ноября 1989 года группа вооружённых людей, представившихся представителями шести профессиональных клубов, похитила и в течение 20 часов удерживала арбитра международной категории Армандо Переса Ойоса. Его отпустили с запиской «мы убьём того, кто плохо свистит». Через 13 дней в Медельине был убит боковой арбитр Альваро Ортега — через полчаса после окончания матча «Индепендьенте Медельин» — «Америка Кали», в ходе которого из-за решения Ортеги не был засчитан гол хозяев. Все футбольные соревнования в Колумбии были признаны незавершёнными, а в 1990 году представители Колумбии были отстранены от участия в Кубке Либертадорес — исключение было сделано только для действующего победителя. По данным колумбийской полиции, Фелипе Перес был связан с Медельинским наркокартелем с середины 1988 года. Он жил в квартире, которая принадлежала Джону Хайро Ариасу Таскону по кличке «Пинина», который был киллером наркокартеля.
На фоне неспортивной деятельности спортивные результаты «Пипе» стали снижаться. В 1993 году он сменил команду, став игроком «Энвигадо». За несколько месяцев до того, в 1992 году, его супругу Клару задержала полиция, когда она вместе с двумя мужчинами перевозила в служебном автомобиле военную форму и 40 пиропатронов, используемых для изготовления взрывчатых веществ.
23 июля 1993 года Фелипе Перес Урреа был арестован в своей квартире в районе Медельина Эль-Побладо. В квартире полиция обнаружила 20 маскировочных костюмов, 158 патронов для винтовок AR-15 и MK2, пистолеты и дробовики, 43 винтовки Steyr AUG в секретных углублениях за зеркалами в ванной и спальне, а также 86 пиропатронов. Футболиста приговорили к пяти годам и пяти месяцам тюрьмы за незаконное хранение формы, боеприпасов и оружия, но затем снизили срок отбывания на 18 месяцев.
Через четыре месяца после выхода из тюрьмы, 17 октября 1996 года, тяжело раненного Фелипе Переса в районе Фатима на юго-востоке Медельина обнаружил таксист, который доставил бывшего футболиста в здание Красного креста Антьокии. Однако врачи не смогли его спасти — в Переса выстрелили восемь раз. В 01:50 ночи его тело было доставлено в морг, а впоследствии было передано родственникам для захоронения. По версии следствия, экс-футболиста убили из-за прежних «незакрытых счетов» бывшие члены разгромленного Медельинского картеля.

## Достижения
- Чемпион Колумбии (1): 1991
- Вице-чемпион Колумбии (3): 1988, 1990, 1992
- Обладатель Кубка Либертадорес (1): 1989
- Обладатель Межамериканского кубка (1): 1989